# Nymphaeales
Ordinul Nymphaeales cuprinde plante acvatice.
Caracteristicile ordinului sunt:
- Floarea
  - Polimeră
  - Frecvent hemiciclică
  - Gineceul apocarp sau sincarp